# 조르네 스필리어스
조르네 스필리어스 (Jorne Spileers, 2005년 1월 21일 ~ )는 벨기에의 축구 선수이며, 클뤼프 브뤼허에서 수비수로 뛰고 있다.